# Horváth Ferenc (pap, 1818–1866)
Horváth Ferenc (Baja, 1818. szeptember 6. – Baja vagy Buda, 1866. október 29.) teológiai doktor, kalocsai egyházmegyei áldozópap és gimnáziumi igazgató. 

## Életútja
Horváth Imre és Cig Anna fiaként született. 1844-ben szentelték pappá. 1845-től tanulmányi felügyelő; 1848-tól segédlelkész és a Nagyszeminárium prefektusa (praefectus studiorum) volt Kalocsán. Nézetei miatt szentszéki fegyelmi eljárást indítottak ellene, fenyítésben részesült és felmentették tisztségéből. 1851-től főgimnáziumi igazgató-tanár volt Baján, ahol a görög nyelvet és a mennyiségtant adta elő. 
Programmértekezései a bajai gimnázium Értesítőjében (1863. A gymnasiumok szükségesek és hasznosak, 1854. A tanodai bizonyítvány jelentősége, 1855. Kalászok a tanodai és szülői nevelés mezejéről, 1856. Tulzó-e az iskola, midőn a nyilvános élvezethelyektől eltiltja az ifjúságot, 1857. Kell-e vallásosan nevelni a gymnasiumi ifjúságot?)

## Munkája
- Unio vagyis a hit és történelem szava a nemegyesült görögöknek a római kath. anyaszentegyházzali egyesülésére. A pesti cs. kir. egyetem hittani kara által Horváth József néhai kalocsai olvasó-kanonok alapítványából jutalmazott pályamunka. Kalocsa, 1859. (Ism. Pesti Napló 216., 117. sz.)